# Porat
 Porat  (olaszul: Porto di Malinsca) falu Horvátországban Tengermellék-Hegyvidék megyében. Közigazgatásilag Malinska-Dubašnica községhez tartozik.

## Fekvése
Krk északnyugati részén Malinskától 4 km-re délnyugatra a tágas Malinskai-öböl déli végében, az azonos nevű kis öböl partján fekszik. A szigetnek ezt a részét, ahova Porat és a környező települések is tartoznak Dubašnicának hívják.

## Története
A település, mely egykor kis halászfalu volt nevét kikötőjéről kapta. A 15. században ezen a helyen egy kis Mária Magdolna kápolna állt, melyet 1480-ban Frangepán VIII. János a ferences harmadrendnek adományozott. A kápolna mellett egy harmadendi remete élt. 1500-ban a szerzetesek a kápolna mellé kolostort kezdtek építeni, melyet idővel az igényeknek megfelelően bővítettek. A misézés régi horvát nyelven zajlott, ami nagyon népszerű volt a lakosság körében. A kolostort, mely utazók menedékhelyéül is szolgált többször érte kalóztámadás és egy alkalommal le is égett. Ekkor semmisültek meg azok a régi írások, melyek e helynek a gazdag múltjáról szóltak. Az új templomot 1557-ben szentelte fel Albert Dujmi püspök. A kolostor a 18. században nyerte el mai formáját. A kolostor templomát a 20. században megújították és ekkor nyílt a pincében az a múzeum, mely a ferences harmadrend itteni történetét és mindennapi életét mutatja be. A kolostor és temploma ma is a ferences harmadrend horvátországi tartományának a tulajdona. A II. vatikáni zsinat utáni liturgiai újításokig ezek az atyák, amint azt a régi glagolita írások is igazolják ószláv nyelven miséztek. 1850-ben a kolostorban nagy olajprés malmot építettek az olajbogyó gyorsabb és könnyebb feldolgozására, mely tevékenységnek mind a mai napig a kolostorban és a településen is igen régi hagyományai vannak.
A sziget 1480-tól közvetlenül Velencei Köztársasághoz tartozott. A napóleoni háborúk egyik következménye a 18. század végén a Velencei Köztársaság megszűnése volt. Napóleon bukása után Krk is osztrák kézre került, majd a 19. század folyamán osztrák uralom alatt állt. 1867-től 1918-ig az Osztrák-Magyar Monarchia része volt. 1857-ben 83, 1910-ben 119 lakosa volt. Az Osztrák–Magyar Monarchia bukását rövid olasz uralom követte, majd a település a Szerb–Horvát–Szlovén Királyság része lett. A második világháború idején előbb olasz, majd német csapatok szállták meg. A háborút követően újra Jugoszlávia, majd az önálló horvát állam része lett. A település népessége a turizmusnak köszönhetően az utóbbi évtizedekben folyamatosan növekszik. A falunak 2011-ben 193 lakosa volt.

## Nevezetességei
Ferences kolostora és temploma a 16. század első felében épült késő gótikus stílusban. A templomot 1557-ben szentelték fel, ma Porat és a szomszédos Vantačići hívei járnak ide. Az újjáépített templom szárnyasoltárának képeit 1556-ban Gerolamo da Santa Croce festette. Középső képén Szent Mária Magdolna egész testét betakaró hosszú hajjal és angyalokkal, a jobb oldalon Nagy Szent Gergely pápa, a bal oldalon Keresztelő Szent János. Az oltár felső részén  középen Szűz Mária a gyermek Jézussal, jobb oldalán Szent Kvirin a püspökség védőszentje, a bal oldalon Assisi Szent Ferenc.
A szentélyt márvány diadalív választja el a templom többi részétől. A szentélyben 1730-ban készített márvány oltár látható. A templomnak két oldalkápolnája van a hozzá tartozó oltárokkal. A bal oldali kápolna oltárképén Szent Miklós püspök, a jobb oldalin  Szent Rókus látható. Mindkét kép 1748-ban készült. A Szent Miklós kápolnát valószínűleg 1538-ban építették. Egyházi gyűjteményében a 15. századtól a 20. századig terjedő időszakból származó tárgyak, képek, szobrok, kegytárgyak, könyvek és miseruhák láthatók. A képek főként velencei eredetű barokk művek.  A könyvek közül említésre méltó az ószláv nyelvű Levaković-breviárium, misekönyv, ószláv helyesírás, ötven zsoltár latin-ószláv fordítása, valamint 1608-ból származó glagolita kéziratok. A templomban és a kolostor átriumában kulturális rendezvényeket és klasszikus zenei koncerteket tartanak.

## Lakosság
| Lakosság változása | Lakosság változása | Lakosság változása | Lakosság változása | Lakosság változása | Lakosság változása | Lakosság változása | Lakosság változása | Lakosság változása | Lakosság változása | Lakosság változása | Lakosság változása | Lakosság változása | Lakosság változása | Lakosság változása | Lakosság változása |
| ------------------ | ------------------ | ------------------ | ------------------ | ------------------ | ------------------ | ------------------ | ------------------ | ------------------ | ------------------ | ------------------ | ------------------ | ------------------ | ------------------ | ------------------ | ------------------ |
| 1857               | 1869               | 1880               | 1890               | 1900               | 1910               | 1921               | 1931               | 1948               | 1953               | 1961               | 1971               | 1981               | 1991               | 2001               | 2011               |
| 83                 | 91                 | 91                 | 110                | 109                | 119                | 122                | 122                | 107                | 110                | 95                 | 100                | 101                | 109                | 138                | 193                |